# 폴리리듬 (노래)
《폴리리듬》(ポリリズム 포리리즈무[*], Polyrhythm)는 퍼퓸의 10번째 싱글이다. 2007년 9월 12일에 도쿠마 재팬 커뮤니케이션즈에서 발매되었다. 노래는 픽사 영화 《카 2》에 사용되었으며 영화의 사운드트랙에 수록되기도 했다.

## 해설
〈폴리리듬〉은 NHK와 공공 광고 기구의 2007년도 공동 캠페인 〈재활용마크가 ECO마크〉의 CM송으로 2007년 7월부터 다음해 6월까지 사용되었다. Perfume이 이 CM에 기용되었다는 소식을 듣고 나카타가 새로 쓴 곡으로, 지구 환경의 보호와 자원의 재활용을, 남녀의 연애에 비유하고 있다. 또 이 노래로 《제59회 NHK 홍백가합전》에 후반 첫 주자로 처음 출장했다.

## 수록곡
전체 작사·작곡: 나카타 야스타카
| #  | 제목                                 | 재생 시간 |
| -- | ------------------------------------ | --------- |
| 1. | 폴리리듬                             |           |
| 2. | SEVENTH HEAVEN                       |           |
| 3. | 폴리리듬 (extra short edit)          |           |
| 4. | 폴리리듬 (Original Instrument)       |           |
| 5. | SEVENTH HEAVEN (Original Instrument) |           |

## 수록앨범
- 《GAME》(#1)
- 《카 2 사운드트랙》(#5)